# بخش رومنسکی
بخش رومنسکی (به لاتین: Romnensky District) یک منطقهٔ مسکونی در روسیه است که در استان آمور واقع شده‌است.